# محمود أباد (ديزجرود الشرقي)
محمود أباد (بالفارسية: محمودآباد) هي قرية تقع في إيران في أذربيجان الشرقية. يقدر عدد سكانها بـ 411 نسمة .